# Bengt G. Nilsson (journalist)
Bengt Gunnar Nilsson, ofta kallad Bengt G Nilsson, född 19 april 1951 i Ingarö församling, Stockholms län, är en svensk journalist, filmare och författare.

## Biografi
Bengt G Nilsson föddes 1951 som yngst i en syskonskara om fyra. Hans föräldrar var lantbrukare och han växte upp på en gård i Enhörna utanför Södertälje. Som tonåring började han tidigt ägna sig åt segling och upptäckte också möjligheten att resa billigt genom att lifta. Han grundlade tidigt ett intresse för att skriva och blev bland annat redaktör för skoltidningen på Täljegymnasiet. 
Efter gymnasiet reste han till Israel och därefter vidare till Indien. Efter hemkomsten började han läsa på Uppsala universitet, gjorde en ett år lång resa till Afrika och blev 1979 en fil. kand. i Uppsala med socialantropologi som huvudämne. 
I början av 1980-talet utbildade han sig till journalist vid Poppius journalistskola i Stockholm och gjorde därefter ytterligare en längre resa till Afrika. Under 1980-talet arbetade Bengt G Nilsson som journalist på TT, Dagens Nyheter och Sveriges Television. Han började så småningom filma själv och övergick på 1990-talet till frilansverksamhet med Afrika som specialinriktning. Han har producerat ett större antal dokumentärfilmer och reportage för Sveriges Television och andra uppdragsgivare. 

### Författarskap
1990 debuterade han som författare på Albert Bonniers förlag med Afrikapikaresken En bil åt Mr. Singh.  
Hösten 2008 publicerades boken Sveriges afrikanska krig på Timbro förlag. I den belyser han hur svenskt bistånd under flera decennier bidragit till krigföring i afrikanska diktaturer. 2014 gav han ut faktaboken Oljans pris. Året därpå kom den politiska thrillern Operation Axum. 2017 gav han ut faktaboken I tyst samförstånd – Sverige och Sovjet i kalla krigets Afrika och 2020 Israel och hennes fiender.

### Familj
Bengt G Nilsson bor i Uppsala. Han är gift och har tre vuxna barn.